# Anfiteatro José Asunción Flores
El Anfiteatro José Asunción Flores es un recinto destinado a eventos sociales, festivales y conciertos. La estructura se levanta en las faldas de la cordillera de los Altos. A sus espaldas, el Lago Ypacaraí  y el valle en el que se encuentra la ciudad de San Bernardino.

## Ubicación
La Ubicación del anfiteatro se encuentra en las colinas de la ciudad de San Bernardino hacia la región este, con vista al lago Ypacarai y con fácil acceso desde la Ciudad de Ypacarai, Altos, Atyra y Luque. 

## Historia
Fue inaugurado oficialmente el 24 de septiembre de 1992 con la “Noche Paraguaya”. Como era de esperarse, se tuvo un homenaje al hombre cuyo nombre llevaba el lugar, el creador de la guarania. Como parte de la inauguración se tuvieron tres días de grandes shows. Algunos de los artistas nacionales presentes fueron Elvio Romero, Augusto Roa Bastos, Liza Bogado, Grupo Síntesis y Carlitos Vera.
En 1995 albergó el XXIV Festival de la OTI.

## Conciertos
| Año  | Fecha          | Artista                                                                     | Evento / Gira                         |
| ---- | -------------- | --------------------------------------------------------------------------- | ------------------------------------- |
| 1992 | 6 de diciembre | Luis Miguel                                                                 | Romance Tour                          |
| 1993 | 30 de enero    | Soda Stereo                                                                 | Gira Dynamo                           |
| 1993 | 22 de octubre  | Perla José Feliciano Rick Wakeman Chayanne                                  | San Bernardino Gran Festival          |
| 1993 | 23 de octubre  | Alejandro Lerner Roupa Nova Air Supply Magneto                              | San Bernardino Gran Festival          |
| 1993 | 29 de octubre  | Ziggy Marley Vilma Palma e Vampiros Os Paralamas do Sucesso Daniela Mercury | San Bernardino Gran Festival          |
| 1993 | 30 de octubre  | Angela Carrasco Enanitos Verdes Garibaldi Inner Circle                      | San Bernardino Gran Festival          |
| 1994 | 15 de enero    | Roberto Carlos                                                              |                                       |
| 1996 | 11 de febrero  | Ricky Martin                                                                | A Medio Vivir Tour                    |
| 1997 | 25 de enero    | Fito Páez                                                                   | Euforia                               |
| 1997 | 1 de febrero   | Mercedes Sosa                                                               |                                       |
| 2024 | 26 de enero    | Os Paralamas do Sucesso                                                     | Paralamas Clássicos Tour              |
| 2024 | 26 de enero    | Enanitos Verdes                                                             | Besos Intensos Tour                   |
| 2024 | 3 de febrero   | Tan Biónica                                                                 | La Última Noche Mágica                |
| 2024 | 10 de febrero  | Fito Páez                                                                   | El amor 30 años después del amor Tour |